# Al Cooper
Al Cooper (nacido el 1 de octubre de 1879 y fallecido el 9 de septiembre de 1960) fue un jugador y entrenador de baloncesto y estadounidense. Jugaba de alero destacando como gran anotador.
Formó junto a Harry Stout, Gus Endebrock, Chris Stinger y Fred Cooper (entrenador) la primera dinastía del baloncesto al conseguir dos títulos de la NBL de manera consecutiva en 1899 y 1900. En aquellos momentos los baloncestis cobraban 12 dólares por partidos lo que hacía que trabajara también en un cerámica de Trenton.
Cooper es hermano de Fred Cooper.